# ديكلان أوبراين
ديكلان أوبراين (بالإنجليزية: Declan O'Brien)‏ (16 يونيو 1980 بدبلن في جمهورية أيرلندا - ) هو لاعب كرة قدم أيرلندي في مركز الهجوم. لعب مع باتريك أتلتيك ودرودا يونايتد وغلينافون ونادي دوندالك ونادي فاليتا وMonaghan United F.C. ‏ وأثلون تاون ‏.

## وصلات خارجية
- ديكلان أوبراين على موقع قاعدة بيانات كرة القدم.إي يو (الإنجليزية)